# Rapsòdia-Concert per a viola
El Rapsòdia-Concert per a viola en re major, H.337, va ser compost per Bohuslav Martinů l'any 1950 durant el seu període a Nova York. Es va estrenar a Cleveland el 19 de febrer de 1953 dirigit per George Szell i amb Jascha Veissi a la viola. Té una durada d'uns 18 minuts.

## Moviments
1. Moderato
2. Molto adagio - Cadenza - Poco allegro - Andante (molto tranquillo)

## Origen i context
El concert va ser encarregat pel violista ucraïnès de l'Orquestra de Cleveland Jascha Veissi, entre el 15 de març i el 18 d’abril de 1952. El compositor va adaptar la peça a les necessitats i habilitats del solista, aconseguint un equilibri entre la tècnica virtuosa i la profunditat musical.